# پاکور آتورپاتکانی
پاکور آتورپاتکانی (به زبان پارتی: 𐭐𐭊𐭅𐭓) یک شاهزاده اشکانی بود که در اواسط قرن اول بر آتورپاتکان حکومت می‌کرد.
پاکور پسر ونون دوم بود. وقتی ونون دوم در سال ۵۱ میلادی درگذشت، پسرش بلاش یکم پادشاه جدید اشکانی شد. بلاش یکم به دنبال ادامه سیاست‌های پادشاه مشهور اشکانی اردوان دوم (۱۲ میلادی – ۳۸ / ۴۱ میلادی) بود و بنابراین، یکی از اولین اهداف او تقویت موقعیت اشکانیان در مناطق ناپایدار استراتژیک و سیاسی بود. این سیاست برای دهه‌ها به عنوان اساس سیاست جنگ با رومی‌ها بود. وی سلطنت ماد آتروپاتن را به پاکور داد و همین‌طور ارمنستان که از نظر سیاسی مهم‌تر ماد بود را به برادرش تیرداد اعطا شد. 
از حکومت پاکور در آتورپاتکان اطلاعات کمی در دست است، با این حال در سال ۷۲ میلادی، گروهی از آلان‌ها به پادشاهی وی حمله کردند و وی را مجبور به فرار به کوه کردند. پاکور مجبور شد برای آزاد کردن همسر و صیغه‌های خود از اسارت به آلان‌ها پول بدهد. آلان‌ها نیز به ارمنستان حمله کردند و نزدیک بود در جنگ تیرداد را اسیر کنند. آن‌ها به دور او کمند انداخته و او را گرفتار کردند، اما به سرعت موفق شد شمشیر خود را بکشد و به موقع طناب را پاره کند. آلان‌ها پس از غارت ارمنستان و آتورپاتکان با غنیمت زیادی عقب‌نشینی کردند.